# Krentenbaard
Krentenbaard, ook wel impetigo, impetigo vulgaris/contagiosa, of kinderzeer genoemd, is een meestal tamelijk onschuldige, maar besmettelijke, infectieziekte die wordt veroorzaakt door bacteriën. In 80% van de gevallen is Staphylococcus aureus de boosdoener, in 10% van de gevallen Streptococcus pyogenes en in nog eens 10% van de gevallen beide tegelijk. De incubatieperiode is 1 tot 3 dagen.

## Symptomen
Krentenbaard is een huiduitslag die vaak in het gezicht of de hals begint, maar overal op het lichaam kan optreden, van het behaarde hoofd tot de voetzolen. Aanvankelijk ontstaan bultjes die snel veranderen in blaasjes, die kapotgaan en waaruit dan vocht vloeit dat tot honinggele doorzichtige korstjes stolt. Dit gelige aanzicht pleit meer voor een S. aureus als verwekker dan de andere mogelijke verwekkers. Normaal heeft iemand geen pijn met deze aandoening (zo is onderscheid met een superinfectie bij Herpes zoster mogelijk).
Soms kunnen er ook blaren met helder vocht optreden (impetigo bullosa). Op plaatsen waar de opperhuid dik is (voetzolen, handpalmen) kunnen dit grote blaren zijn, die zich door druk makkelijk uitbreiden. Doorprikken en het blaardak verwijderen stopt deze blaaruitbreiding en maakt het wondbed toegankelijk voor zalfbehandeling.

### Blaarvorming
Sommige stammen S. aureus hebben exfoliatieve toxines (ET). De types ET-A en ET-B blijken in staat desmogleïne af te breken, wat een onderdeel is van het desmosoom wat de huidcellen van de opperhuid aan elkaar verbindt. Dit veroorzaakt de blaarvorming, die soms bij krentenbaard optreedt (impetigo bullosa). Als de toxines zich verspreiden, kan de blaarvorming optreden op plekken waar geen bacteriën of ontsteking is. Dit wordt staphylococcal scalded-skin syndrome (SSSS) genoemd.

## Verspreiding
Veel mensen dragen de bacterie in de neus of keel bij zich zonder ziek te zijn. De bacterie kan verspreid worden door hoesten en niezen. Door krabben en peuteren krijgt men de bacteriën aan de vingers en kan dan gemakkelijk zichzelf op andere plaatsen of andere personen besmetten. Besmetting vindt plaats door direct contact. Via rechtstreekse aanraking of via bijvoorbeeld speelgoed raken ook andere kinderen besmet. Dit kan ook via kleding of handdoeken plaatsvinden. Hygiëne is een goede manier om verspreiding te voorkomen, vaak handen wassen wordt aangeraden. Zolang de blaasjes vocht afscheiden, blijft de patiënt besmettelijk.

## Incidentie
Krentenbaard kan op iedere leeftijd voorkomen, maar komt duidelijk veel vaker voor bij kinderen, vaak tussen 2 en 12 jaar. Volwassenen hebben er inmiddels een bepaalde weerstand tegen ontwikkeld. Toch ontstaat er geen volledige immuniteit. Een persoon kan de infectie dus meerdere malen tijdens zijn leven doorlopen.
Het aantal uitbraken van krentenbaard is in tien jaar tijd verviervoudigd. De aandoening is bovendien ernstiger geworden en moeilijker te behandelen dan vroeger.

## Behandeling
De beste remedie tegen krentenbaard is niet aan de blaasjes krabben, wat door de soms optredende jeuk een probleem kan zijn. Om de jeuk te verminderen kan zinkzalf (zinkoxide) op de aangedane plekken helpen, wat als bijkomend voordeel heeft dat de blaasjes sneller indrogen. Krentenbaard geneest met het indrogen doorgaans vanzelf.
De genezing wordt sterk bespoedigd door het lokaal aanbrengen van (een crème of zalf met) antibiotica. Meestal zal de huisarts in eerste instantie een crème met b.v. fusidinezuur of tetracycline voorschrijven waarmee het besmettingsgevaar binnen 48 uur is verdwenen. Kinderen met krentenbaard kunnen zodoende 48 uur na behandeling weer naar school, behalve wanneer ze er ziek en hangerig van zijn. De zalf werkt het beste als de blaasjes of wondjes open zijn en de werkzame stof dus bij de bacteriën kan komen. Het is daarom van groot belang de dunne huid op de blaren te verwijderen voor het aanbrengen van de zalf; op plaatsen waar de huid dun is, kan dit het gemakkelijkst door er een keer krachtig over te wrijven met een ruw, vochtig washandje. Dit is in het algemeen nauwelijks pijnlijk. Op voetzolen en dergelijke, waar de blaarhuid dik is, zal er met schaar en pincet gewerkt moeten worden. Als een zalf met fusidinezuur of tetracycline niet voldoende helpt, kan een zalf met mupirocine worden voorgeschreven. Soms wordt ook een zalf op hormonale basis voorgeschreven zoals hydrocortison.
Bij uitgebreide gevallen kan eventueel (ook) een kuur met orale antibiotica zoals flucloxacilline worden gegeven, maar omdat bij een zorgvuldige plaatselijke behandeling met zalf genezing meestal snel optreedt, is dit zeker geen eerste keus. Wanneer flucloxacilline geen of onvoldoende resultaat geeft, kan amoxicilline worden voorgeschreven. Dit antibioticum kan zelfstandig worden voorgeschreven of in combinatie met clavulaanzuur. Deze combinatie wordt ook als Augmentin op de markt gebracht. Clavulaanzuur dekt een tweede groep bacteriën en daardoor wordt Augmentin als breedspectrumantibioticum beschouwd.
Het gebruik van desinfecterende middelen zoals chloorhexidine en povidonjood is duidelijk minder effectief dan antibiotica, zoals ook uit onderzoek gebleken is.